# Рабія Бала-хатун
Рабія Бала-хатун (тур. Râbi'a Bala Hâtun, пом. січень 1324) —  дружина улубея Османа І, першого правителя Османської Держави. Вона була донькою шейха Едебалі та матір'ю Алаеддіна-паші.
Дочку Едебалі в джерелах називають різними іменами. Дочка шейха Едебалі згадується як «Рабія» в історії Уріка та як «Мал/Малхун/Бала» в історії Ашикпашазаде, Нешрі, Рустема-паші та Лютфі-паші.
В османських офіційних записах другої половини століття вважалося, що донька шейха Едебалі була матір'ю Орхана-бея.

## Смерть і поховання
Вона померла в 1324 році. Хоча вона була раніше свого чоловіка Османа, вона була похована з батьком у Біледжику.  Гробниця Рабія Бала-хатун разом із гробницею її матері є відомою історичною пам’яткою, знайденою в комплексі гробниці шейха Едебалі.  Цей комплекс був побудований Орханом Газі і пізніше відремонтований Абдул-Хамідом II. 